# Río Inambari
Le río Inambari est une rivière du sud du Pérou qui se jette dans le Río Madre de Dios à 60 km à l'est de Puerto Maldonado. C'est le plus abondant des affluents du Río Madre de Dios, lui-même une des branches mères du río Madeira, affluent principal de l'Amazone. Il suit un parcours en zigzag entre sa source dans la Cordillère des Andes et son embouchure.
Son cours supérieur se situe dans la Région de Puno, puis il détermine la limite avec la Région de Cuzco pendant 30 km avant de terminer son cours dans la Région de Madre de Dios

## Géographie
Les torrents Quiaca et Sina (40 et 50 km) naissent sur le versant nord de la Cordillère de Apolobamba (point culminant 6 044 m) au nord-est de la région de Puno et se rejoignent en prenant le nom de río Huari Huari. Dans sa progression vers le nord, ce dernier reçoit sur sa gauche une autre rivière de montagne qui lui ressemble, le río Sandia (70 km, qui traverse la ville du même nom), puis continue en direction du nord jusqu'à ce qu'il se heurte à un contrefort de la montagne bien moins élevé que la Cordillère de Apolobamba, mais qui l'oblige à virer vers l'ouest à angle droit.

## La haute vallée
L'Huari Huari suit alors pendant 140 km une grande vallée interandine qui s'infléchit vers le nord-ouest. Il prend curieusement le nom d'Inambari au milieu de ce parcours en recevant un modeste affluent qui n'a rien de particulier, le río Coasa (60 km). Cette vallée est dissymétrique car la rivière coule au pied du contrefort qui lui barre le chemin vers le nord, et à environ 60 km des sommets de la cordillère Orientale qui se trouve plus au Sud. C'est pourquoi une série d'affluents comparables viennent du sud et confluent en rive gauche, comme le río Patambuco, le río Usicayos (ou Quitun), le río Tacora. La série se termine par un tributaire plus important, le río San Gabán qui renforce d'un tiers le débit moyen de l'Inambari.

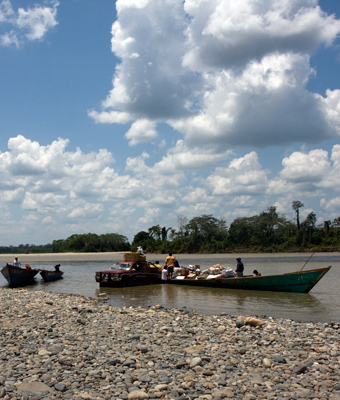
Le bas Inambari à Puerto Carlos.

Après avoir reçu cet affluent, l'Inambari bifurque vers le nord pendant 30 km et reçoit, toujours en rive gauche, son principal affluent, le río Araza (ou Marcapata) qui augmente encore son débit d'un tiers, puis il entaille le dernier contrefort de la cordillère des Andes par un profond et étroit défilé avant d'atteindre le piémont andin.
Ce défilé est franchi par le Pont Inambari (Puente Inambari) qui fait partie de la route interocéanique qui relie le Pérou au Brésil via Puerto Maldonado.

## Le piémont
En sortant de la montagne, le río Inambari est un cours d'eau puissant, qui change une nouvelle fois radicalement de direction pour s'écouler vers l'est pendant 90 km. Il rejoint le Río Madre de Dios à la bourgade d'Inambari, et augmente lui aussi d'un tiers le volume de cette abondante rivière.
Il change aussi d'aspect comme la plupart des rivières issues de la haute montagne andine lorsqu'elles atteignent le piémont et déposent une partie de leurs sédiments, il s'agit alors d'un cours d'eau en tresses ou anamostosé, au large lit parsemé d'îles et de bancs d'alluvions, et qui se divise en de nombreux bras et chenaux jusqu'à son embouchure. Sur un tel cours d'eau, la navigation est difficile, sauf pour de petites embarcations à faible tirant d'eau.

## La production d'électricité
Le río Inambari est une puissante rivière, eu égard à sa taille, car il coule pour l'essentiel dans une région humide qui prolonge vers le nord-ouest les Yungas de  Bolivie. La pluviométrie y est la plus élevée du sud du Pérou; elle atteint 6 100 mm par an à San Gabán sur la rivière du même nom, et dépasse 6 700 mm à Quincemil sur le río Araza. L'Inambari apporte 1 320 m3/s au Madre de Dios, mais charrie déjà 961 m3/s après le confluent avec le río Araza, en un site encaissé très favorable à la construction d'un grand barrage hydroélectrique.
Un projet très abouti existe. Il vise à construire près du pont Inambari une centrale qui serait la plus importante du Pérou, produisant au moins 2 200 MW d'électricité par an. Ce projet est très controversé, car destructeur pour la nature, la flore, la faune, et les rivières en aval. Il implique la mise en eau d'une vaste retenue de plus de 400 km2, ennoyant sur des dizaines de kilomètres les vallées de l'Inambari, de l'Araza, et de leurs affluents. La mise en œuvre de ce projet entraînerait l'évacuation de plus de 4 000 personnes qui résident dans ces vallées. Une forte contestation est parvenue à suspendre ce projet en 2011.

## L'exploitation aurifère
L'Inambari est un des trois affluents de rive droite du Madre de Dios dont le bassin est considéré comme recélant un important potentiel aurifère, les deux autres sont le rio Colorado (amont) et le río Tambopata (aval). L'exploitation est clairsemée sur la haute vallée. Mais le bassin inférieur subit dès à présent les dégâts causés par la vaste mine d'or anarchique de Huaypetue qui recouvre, entre autres, la moitié du bassin versant d'un petit affluent direct de l'Inambari, le río Caychive. Cette exploitation se développe aussi en aval sur d'autres petits affluents, elle est facilitée par la route d'accès au pont Inambari à partir de Puerto Maldonado, et s'accompagne d'une importante déforestation qui favorise l'écoulement des polluants, dont le mercure. Cette pollution dégrade les eaux de l'Inambari jusqu'au Madre de Dios.
- Voir: Río Madre de Dios

## Principaux affluents
- río Araza (ou Marcapata, 130 km, 4 600 km2, 310 m3/s)
- río Patambuco (70 km, 770 km2, 40 m3/s)
- río San Gabán (120 km avec le Río Macusani, 3 400 km2, 197 m3/s)
- río Sandia (70 km, 780 km2, 40 m3/s)
- río Tacora (60 km, 1 490 km2, 60 m3/s)
- río Usicayos (ou Quitun, 60 km, 1 260 km2, 50 m3/s)